# Долерит
Долери́т (от др.-греч. δολερός — «коварный, обманчивый») или диаба́з (фр. diabase, от др.-греч. διάβασις — «пересекающий, расщепляющий») — магматическая гипабиссальная горная порода основного состава нормального ряда щёлочности из семейства базальтов.
Состоит в основном из лабрадора и авгита, химически и по минеральному составу является полнокристаллической мелкозернистой разновидностью базальта, со сравнительно малым содержанием кремнезёма (45—52 %). Окраска тёмно-серая или зеленовато-чёрная. Структура офитовая, так называемая диабазовая, образованная беспорядочно расположенными вытянутыми зёрнами плагиоклаза, промежутки между которыми заполнены авгитом. Ранее использовавшийся для названия породы термин диаба́з (др.-греч. διάβασις — «пересекающий, расщепляющий»), в настоящее время используется для описания специфичной структуры долеритов и некоторых других разновидностей гипабиссальных пород.

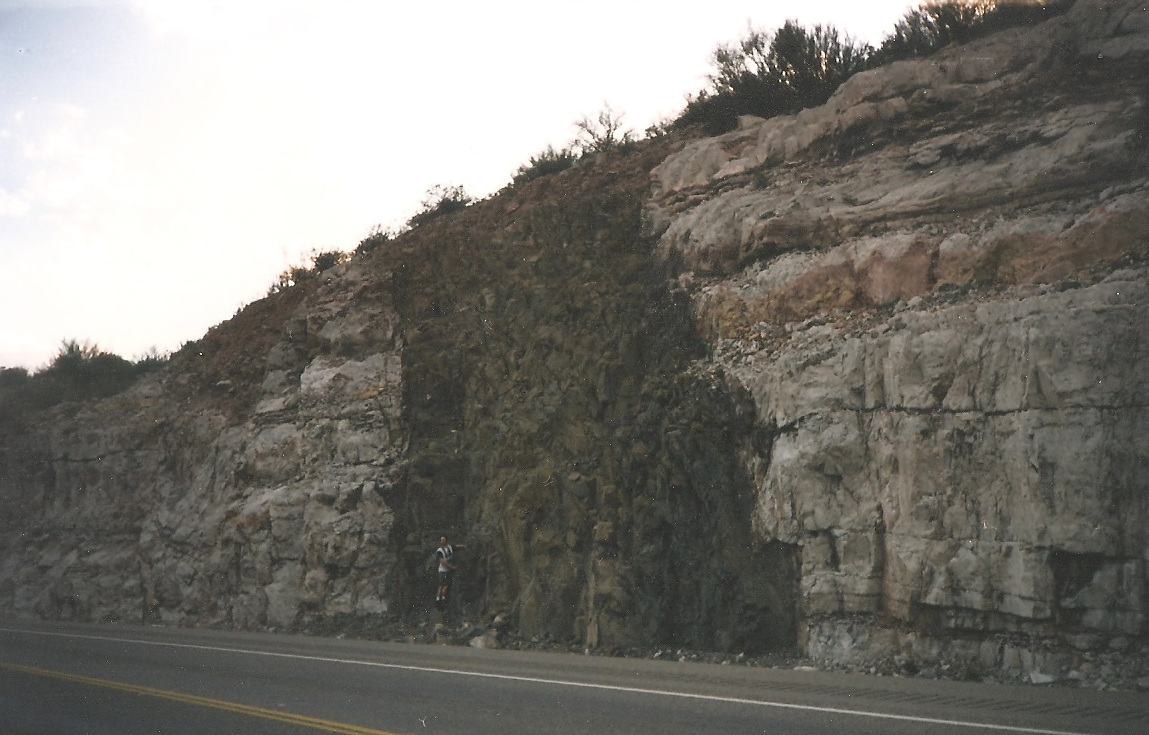
Дайка долеритов в Аризоне, США

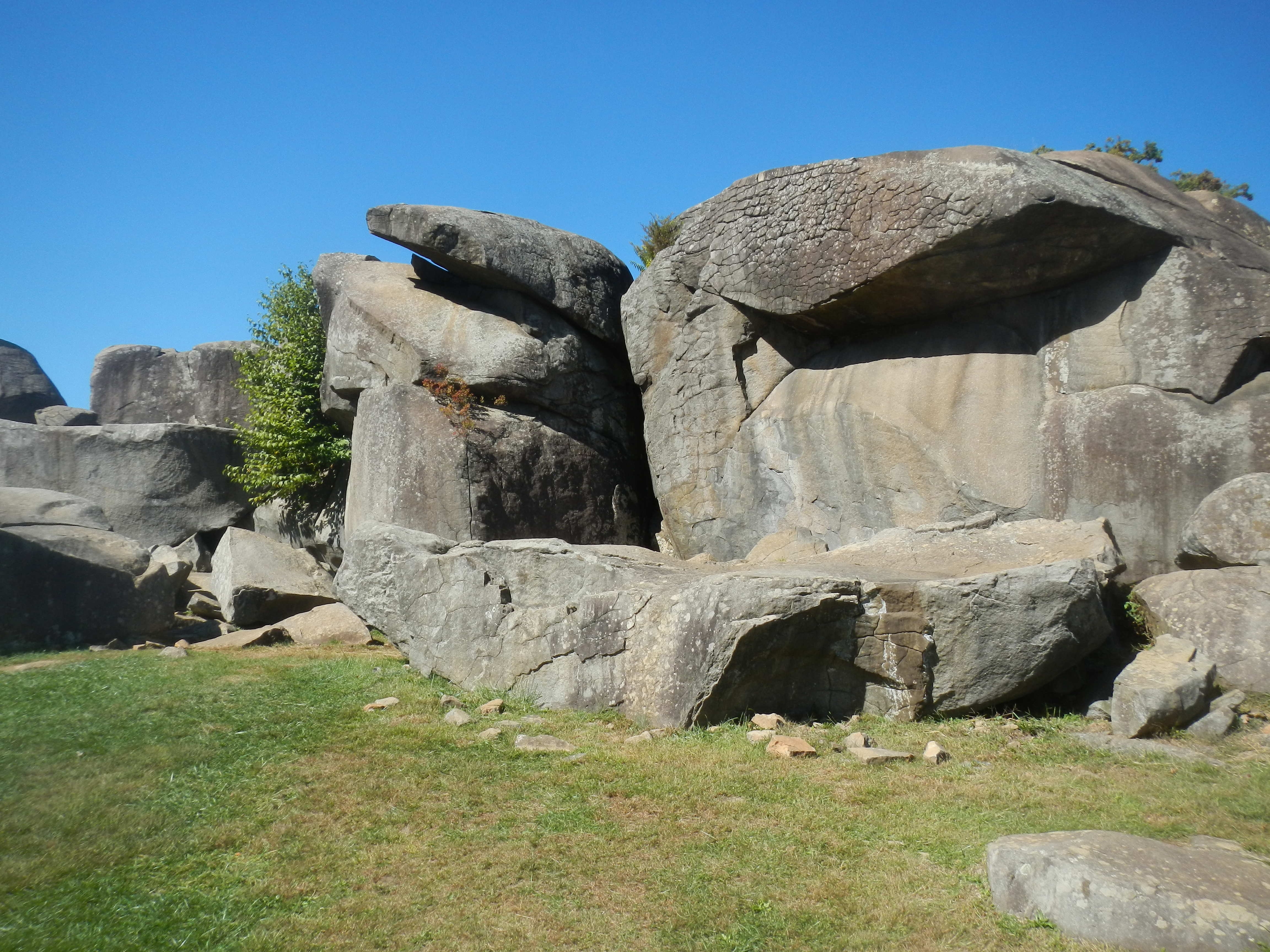
Devil’s Den, Gettysburg Battlefield

Долериты весьма распространены в областях с пологим залеганием осадочных горных пород, а также среди вулканических туфовых отложений и лавовых потоков, где образуют приповерхностные интрузивные образования в виде силлов и даек, мощность которых колеблется от нескольких сантиметров до 200 и более метров. Долеритами сложены Сибирские траппы.

## Разновидности
Диабаз, Заварицкий, 1955, — полнокристаллическая палеотипная изверженная горная порода основного состава, имеющая диабазовую (офитовую) структуру. Минеральный состав диабазов такой же, как у габбро, но моноклинный пироксен в них чаще представлен авгитом, а не диопсидом (диаллагом). Диабазы встречаются преимущественно в виде малых интрузий (главным образом даек и силлов) или слагают центральные (и частично нижние) наиболее раскристаллизованные участки эффузивных покровов. В последнем случае к термину диабаз предлагалось добавлять прилагательное «эффузивный», считая, что термин диабаз можно употреблять, основываясь только на составе и структуре горной породы, и в тех случаях, когда залегание её неясно. Название диабаз применяется лишь к палеотипным горным породам, где составляющие минералы в большей или меньшей степени подверглись разложению (амфиболизации, хлоритизации, соссюритизации). Свежие кайнотипные горные породы того же состава называются долеритами. Диабазы встречаются в составе магматических формаций как складчатых областей (спилит-диабазовой, кератофир-спилит-диабазовой, габбро-диорит-диабазовой и тому подобных), так и платформ (главным образом трапповой). Называть диабазами жильные породы диабазового состава, связанные с гранитоидными формациями, не следует; для таких образований рекомендуется термин «габбро-диабаз». Порфировидные диабазы эффузивных и интрузивных формаций, содержащие вкрапленники авгита или плагиоклаза, называются диабазовыми порфиритами.
Диабаз, Броньяр, 1807, — согласно определению И. Х. Гаусмана, — это древняя изверженная порода с плагиоклазом, авгитом и хлоритом, часто с офитовой структурой. Различают собственно диабазы и оливиновые диабазы. Это древние эффузивные породы, эквивалентные базальтам, по Левинсон-Лессингу, — продукты подводных извержений. По Устиеву (1959), термин диабаз следует сохранить лишь для пород, сформировавшихся в подводных условиях, но не в качестве синонима палеотипного долерита или базальта, палеодолерита или траппа. Вербицкий (1952) понимает под диабазом частично хлоритизированную, серицитизированную, соссюритизированную или каолинизированную мелко- или среднезернистую породу базальтовой магмы, состоящую из среднего или основного плагиоклаза и пироксена и обладающую офитовой структурой. Синоним — долерит.
Диабаз салитовый, Тёрнебом, 1876; Розенбуш, 1882, — диабаз, богатый идиоморфными кристаллами моноклинного пироксена. Синоним малаколитовый диабаз.
Диабаз роговообманковый, Стренг, 1883, — порфировидный диабаз со вкрапленниками роговой обманки. Синоним амфиболобаз.
Диабаз дипировый, Сьегрен, 1883, — порода, близкая к дипировому диориту. Состоит из дипира и салитоподобного авгита.
Диабаз игольчатый, Гревинг, 1884, — выветрелый диабаз; на выветрелой поверхности полированных орудий каменного века выступает как бы сеть белых игл плагиоклаза, чередующихся с зелёными участками.
Диабаз малаколитовый, Лоссен, 1885, — название, предложенное для салитового диабаза Тёрнебома, так как, по его мнению, бесцветность пироксена в шлифе ещё не означает его принадлежности к салиту, а продукты превращения скорее говорят за малаколит.
Диабаз диаллаговый, Кальковский, 1886, — разновидность с преобладанием или исключительным господством диаллага. Синоним габбро-диабаз.
Диабаз жильный — палеотипная основная жильная порода, состоящая главным образом из основного плагиоклаза и авгита. Обладает диабазовой структурой.
Диабаз уралитовый, Клоос, 1887, — диабаз, авгит которого более или менее превращён в уралит. Сюда относятся эпидиориты, частично протеробазы и др. По Вербицкому (1952), порода должна получать это название при полной сохранности форм и очертаний уралитизированных пироксеновых зёрен и офитовой структуры. См. метадиабаз.
Диабаз шаровой — разновидность авгитовых порфиритов, мандельштейнов и спилитов, обладающих шаровой отдельностью.
Диабаз щёлочной — тералитовый диабаз и эссекситовый диабаз.
Диабаз энстатитовый, Розенбуш, 1887, — диабаз с ромбическим и моноклинным пироксеном (энстатитом, бронзитом), иногда кварцем.
Диабаз порфиритовый, Левинсон-Лессинг, 1888, — диабазовый порфирит.
Диабаз анальцимовый, Фэрбэнкс, 1896; Тилль, 1882, — жильная зернистая разновидность с анальцимом, который, вероятно, как и в авгитовом тешените, образовался из нефелина. Состоит из 15 % нефелина, 4 % анальцима, 8 % калиевого полевого шпата, 10 % лабрадора, 28 % пироксена, 7 % амфибола, 12 % биотита, 9 % оливина, 2 % апатита, 5 % магнетита и других рудных минералов (Джилули, 1927). По Трёгеру (1935), порода из Бурухберга содержит 11 % анальцима, 50 % лабрадора, 32 % пироксена, 7 % апатита, магнетита и других рудных минералов. Синонимы — авгитовый тешенит, анальцитовый (английская терминология) диабаз. По Трёгеру, — это зеленокаменная фация нефелинового тефрита без ортоклаза. См. диабаз эссекситовый.
Диабаз-аплит, Фростерус, 1893; Яковлев, 1905, — аплитовая жильная порода в диабазах, с виду похожая на граниты, но более основная. Состоит преимущественно из минералов полевошпатовой группы и образовалась не инъекцией гранита в диабаз, а расщеплением одной и той же магмы на две породы. По Эмерсону (1905), — это та же порода, которую он раньше называл голиокеитом, Розенбуш (1907) относит её к альбититам или плагиаплитам.
Диабаз зернистый, Бодмер-Бедер, 1898, — гипидиоморфнозернистый диабаз. Синоним габбро-диабаз.
Диабаз тералитовый, Эрдмансдёрфер, 1907, — диабаз, по химическому составу относящийся к эссекситам и бедным нефелиновым тералитам, в отличие от диабазов в собственном смысле слова, принадлежащих к габброидной магме. По Трёгеру, — это щелочной диабаз в зелёнокаменной фации. Содержит 45 % зонального плагиоклаза, иногда с анортоклазом, 30 % титан-авгита, местами с синтагматитом и биотитом, 12 % хлорита, 8 % рудных минералов, 5 % карбонатов, апатита, титанита.
Диабаз эссекситовый, Эрдмансдёрфер, 1907, — щелочной диабаз эссексито-тералитового ряда в отличие от нормальных диабазов габбрового типа. Иногда содержит нефелин, эгирин или щелочные амфиболы. По Трёгеру, — это зелёнокаменная фация нефелинового тефрита с ортоклазом. См. диабаз анальцимовый.
Диабаз альбитовый, Девей и Флет, 1911, — автометасоматически-гидротермально изменённая и альбитизированная долеритовая порода, содержащая альбит; авгит более или менее замещён эпидотом, хлоритом, кальцитом или титанистым магнетитом. Является интрузивным эквивалентом спилита. В альбитовом диабазе из Красной Поляны на Кавказе, описанном Белянкиным (1911), авгит свеж, мезостазис хлоритовый; альбит, может быть отчасти первичным.
Диабаз пятнистый, Мюгге, 1927, — диабазовая порода Верхнего Гарца, относимая ранее к вариолитам. Имеет микроскопические белые пятна, которые автор рассматривает как узловатые образования контактметаморфических пород, не имеющих ничего общего с образованием вариолей в вариолитах.
Диабаз авгитовый, Вилльямс, 1957, — диабаз из Северного Уэлса (Пуллхели). Имеет пластинчатые зёрна авгита, которые офитовидно окружают кальциевый плагиоклаз. Плагиоклаз почти полностью превращён в кальцит и пренит; в нём содержатся обильные точечные включения лейкоксена. Рудный минерал в породе представлен прорастанием ильменита и магнетита. Кроме того, отмечаются округлые выделения талька и серпентина по оливину.
Диабаз пироксеновый (толейитовый), Вилльямс, 1957, — в среднем состоит из 40—55 % плагиоклаза (лабрадора), 35—45 % пироксена, 8 % рудных минералов, 5 % микропегматита и 3 % оливина, а также незначительного количества биотита, роговой обманки и апатита.
Диабаз миндалекаменный, Вилльямс, 1957, — диабаз из Береговых хребтов в Калифорнии. Состоит из олигоклаза, отдельных кристаллов альбита и реликтовых зёрен авгита, заключённых в основную массу, из хлорита, кальцита, ильменита и лейкоксена. Миндалины выполнены кальцитом и хлоритом.
Диабаз амфиболовый, — диабаз, среди цветных минералов которого присутствует первичная бурая роговая обманка. Она иногда обильна, иногда в подчинённом количестве к авгиту. Синоним — протеробаз.
Диабаз анортитовый — эвкрит.
Диабаз афанитовый — раньше так называли палеозойские и палеотипные горные породы, соответствующие базальтам с афанитовой структурой. В настоящее время это палеотипный базальт или базальтовый порфирит.
Диабаз бронзитовый — см. энстатитовый диабаз и гиперитит.
Диабаз вариолитовый — диабаз из шарового сила с горы Темэлпейс, Калифорния (Вилльямс, 1957). Состоит из лейст олигоклаза в подчинённом количестве и тонких призм авгита, которые помещаются в основной массе, состоящей из кальцита, хлорита и лейкоксена. Миндалины выполнены кальцитом и хлоритом.
Диабаз известковый — трапп известковый, афанит известковый, мандельштейн диабазовый.
Диабаз кварцевый — диабаз, в котором наряду с пироксенами и основным плагиоклазом присутствует кварц. Часто вместе с кварцем присутствует кали-натровый полевой шпат, образующий с кварцем микропегматитовые сростки. Синоним — конга-диабаз.
Диабаз оливиновый — древний кристаллическизернистый диабаз, соответствующий неовулканическим долеритам, существенной составной частью которого наряду с авгитом и плагиоклазом является оливин. Синоним — оливиновый габбро-диабаз.
Диабаз пегматитовый — диабаз, в котором авгит и полевой шпат кристаллизовались одновременно, образуя пегматитовые прорастания.
Диабаз пепловый — светлый, тёмно-серый или чёрный авгитовый порфирит. См. порфирит туфовый.
Диабаз сиенитовый — сиенитовый диорит.
Диабаз слюдяной — диабаз с более или менее значительным содержанием биотита.
Диабаз соссюритовый — диабаз с более или менее соссюритизированным полевым шпатом.
Диабаз спилитовый, — диабаз из Вейльбурга, Германия. Состоит из мутноватых лейст олигоклаза, расположенных в интерсертальной основной массе, состоящей из хлорита, кальцита, зернистого ильменита и лейкоксена.
Диабаз туфовый, Пумпелли, — плотный авгитовый порфирит, светлый, тёмно-серый или чёрный из Кьюиноу-Пойнт, характеризующийся подчинённым содержанием авгита и его формой в виде закруглённых зёрен.
Долерит — яснокристаллический мелко- и среднезернистый базальт, обладающий долеритовой или офитовой структурой и не содержащий стекла. Долерит состоит существенно из плагиоклаза (обычно лабрадора) и пироксена, иногда содержит оливин (оливиновый долерит). Практически между базальтом и долеритом часто трудно провести границу. Ряд авторов употребляют термин долерит в применении к породам, близким к диабазу.
Долерит, Гаюи, 1829, — крупно- и среднезернистый базальт, обладающий долеритовой (или офитовой) структурой. Английские авторы называли долеритами диабазы. Раньше долерит рассматривали как кристаллическую смесь лабрадора и авгита и некоторого количества титансодержащего магнетита. По Зандбергеру (1875), долерит — это базальт с титанистым железняком в отличие от настоящего базальта с магнетитом, безотносительно к крупности зерна.
Долерит жильный — жильная кайнотипная основная полнокристаллическая, обычно средне- или мелкозернистая порода, состоящая главным образом из основного плагиоклаза и авгита и обладающая долеритовой структурой.
Долерит лейцитовый — крупнозернистый лейцитовый базальт. Встречается редко.
Долерит нефелиновый — грубозернистая нефелиновая порода. Позднее это название стало применяться только к грубозернистым нефелиновым базальтам.
Долерит олигоклазовый, Котта, 1862, — порода, промежуточная между трахитами и базальтами; сюда относятся андезит, трахибазальт и трахидолерит.
Долерито-базальт, Рот, 1887, — плотная, иногда порфировая базальтовая порода, обычно называемая полевошпатовым или плагиоклазовым базальтом.
Долерит норитовый, Ланг, 1891, — порода с преобладанием CaO, где Na2O > K2O.
Долерит оливиновый, Болсилли, 1922, — разновидность, содержащая полевой шпат, моноклинный пироксен, оливин, а также магнетит, ильменит, апатит, анальцим и другие цеолиты. Структура типично офитовая или порфировая.
Долерит кварцевый, Болсилли, 1922, — пересыщенная разновидность долерита, содержащая кварц, заполняющий промежутки. Часто кварц вместе с ортоклазом образует микропегматитовую основную массу, и тогда порода переходит в гранодолерит.
Долерит альбитовый, Шэннон, 1924, — грубозернистый альбитовый диабаз с более или менее свежим авгитом. См. диабаз альбитовый.
Долерит анальцимовый — анальцимовый базальт. Долерит или базальт с примесью анальцима. Анальцимовыми долеритами не вполне правильно называют иногда тешениты.
Долерит анальцимо-оливиновый, Уокер, 1931, — порода состоит из 10,5 % анальцима, 44 % лабрадора, 22,5 % пироксена, 15,5 % оливина, 7,5 % магнетита и рудного минерала. Синоним — кринаит.
Долерит палагонитовый, Гоньшакова, 1955, — порода, содержащая плагиоклаз, пироксен, палагонит и подчинённые им оливин, рудные минералы (ильменит, титаномагнетит, пирротин, пирит, халькопирит), циркон, корунд, шеелит, пикотит, апатит. Палагонит находится в интерстициях и в миндалинах, а также развивается по оливину. Первичный палагонит в послемагматических условиях под влиянием гидрохимических превращений, как показали исследования Гоньшаковой и Лебедева (1956), переходит в хлорофеит. По структурным особенностям среди долеритовых пород Гоньшакова (1955, 1961) различает миндалекаменные с микроофитовой структурой, порфировидные с офитовой структурой и порфировидные с интерсертальной структурой.
Долерит палагонитизированный, Гоньшакова, 1955, 1961, — разновидность палагонитового долерита, весь палагонит которого вторичный, развившийся по породообразующим минералам, в частности по оливину и по стекловатым интерстиционным промежуткам.
Долерит миндалекаменный палагонитовый, Гоньшакова, 1961, — плотная тонко- до среднезернистой порода, в которой заключены миндалины размером от 2—3 мм до 4—5 см в поперечнике. Миндалины выполнены палагонитом, кальцитом, цеолитами и опалом. В наиболее раскристаллизованных разновидностях палагонит, помимо миндалин, развит в интерстициальных участках неправильной формы. Порода состоит из плагиоклаза № 45—72, пироксена клиноэнстатит-пижонитового, иногда клиноэнстатит-диопсидового ряда, редко оливина, а также из палагонита, ильменита, титаномагнетита, иногда пирротина, пирита и халькопирита. Акцессорные представлены цирконом, корундом, шеелитом, рутилом, шпинелью, флюоритом, хромитом, иногда металлическим свинцом и галенитом. Впервые эти породы были выделены под названием миндалекаменных палагонитовых диабазов в западной части Вилюйской впадины Гоньшаковой в 1955 году.
Долерит пегматитовый — пегматитовый диабаз.
Долерит плагиоклазовый — собственно долерит, плагиоклазовый крупнокристаллический базальт.

## Применение
Для мелкозернистого долерита характерны высокая твёрдость (6—7 ед. по шкале Мооса, микротвёрдость 7—10 ГПа) и прочность на сжатие (предел прочности 400—500 МПа).
- Долерит применяется для изготовления больших столов прецизионных измерительных приборов, измерительных и поверочных плит[5].
- Долерит применяется для мощения улиц и при производстве литых каменных изделий, а также в архитектуре.
- Из крымского долерита построен Воронцовский дворец (Алупка).
- Крымским долеритом вымощена Красная площадь в Москве.
- Стоунхендж — каменное мегалитическое сооружение в графстве Уилтшир (Англия) — построен из долерита.
- Долерит применяется в ювелирном искусстве в технике камнерезной мозаики и как самостоятельное украшение[6].

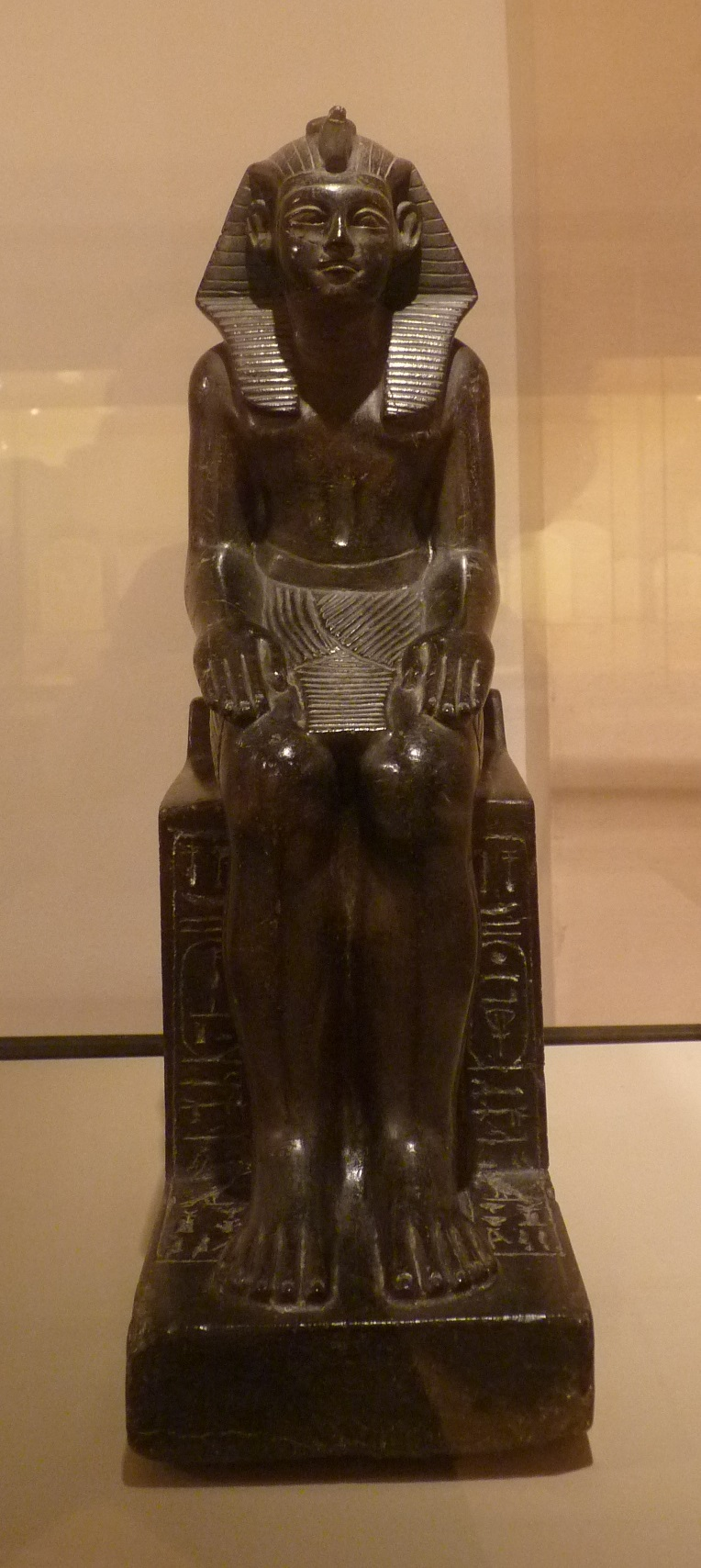
Статуя фараона Неферхотепа I (диабаз)
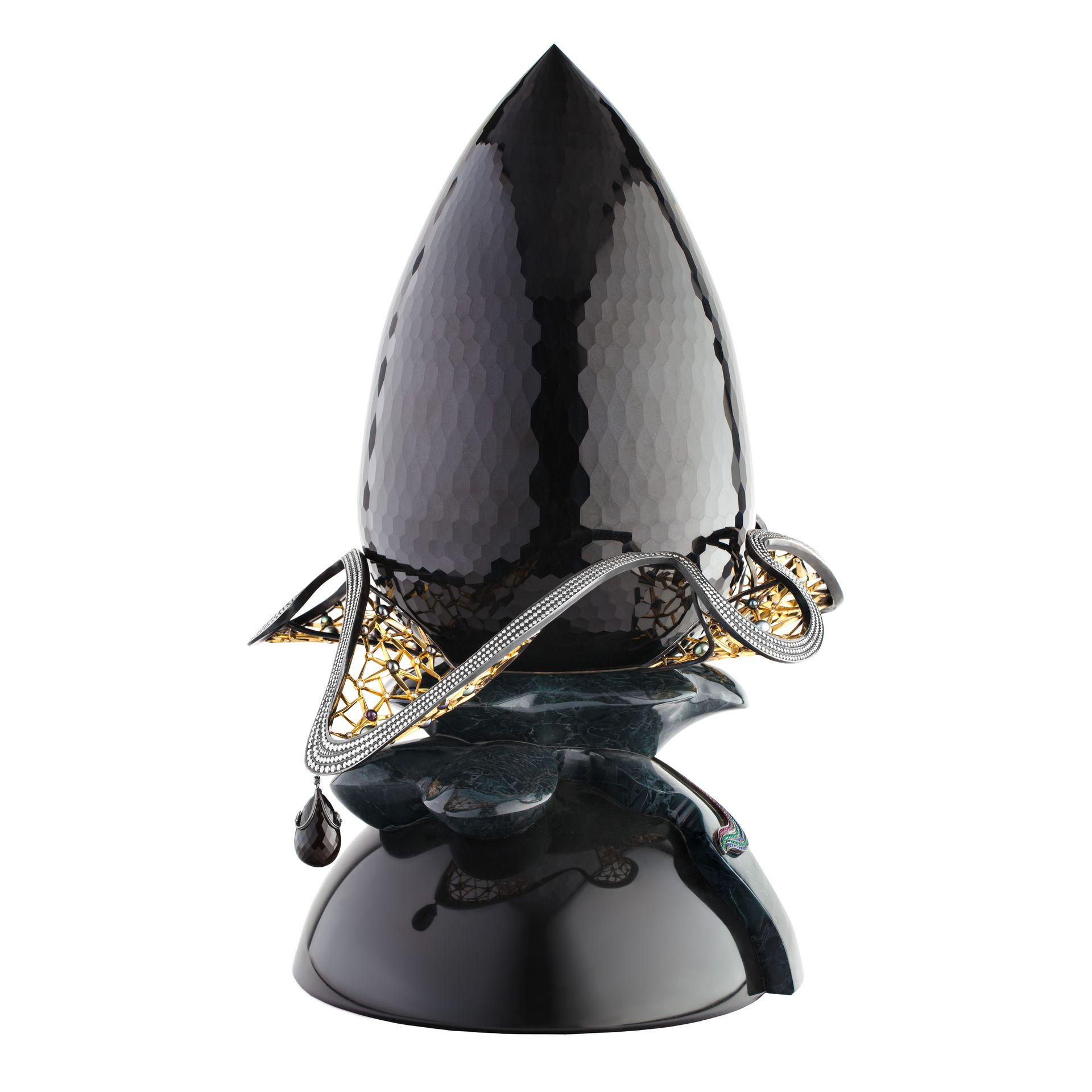
Капля, выполненная из долерита, огранки «бриолет»
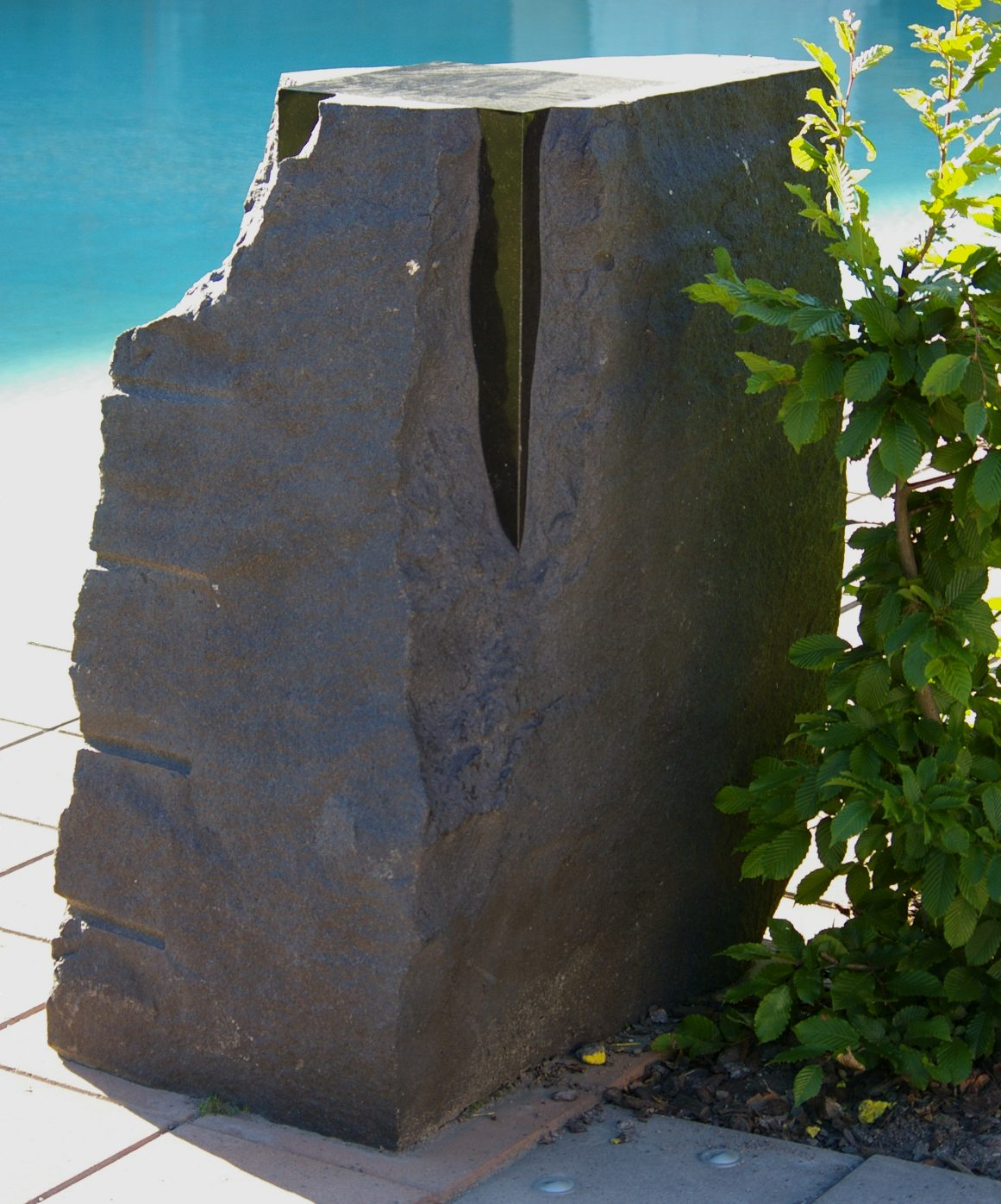
Скульптура Такаси Нараха из чёрного диабаза, установленный возле музея Эстергетланд в Линчепинге, Швеция
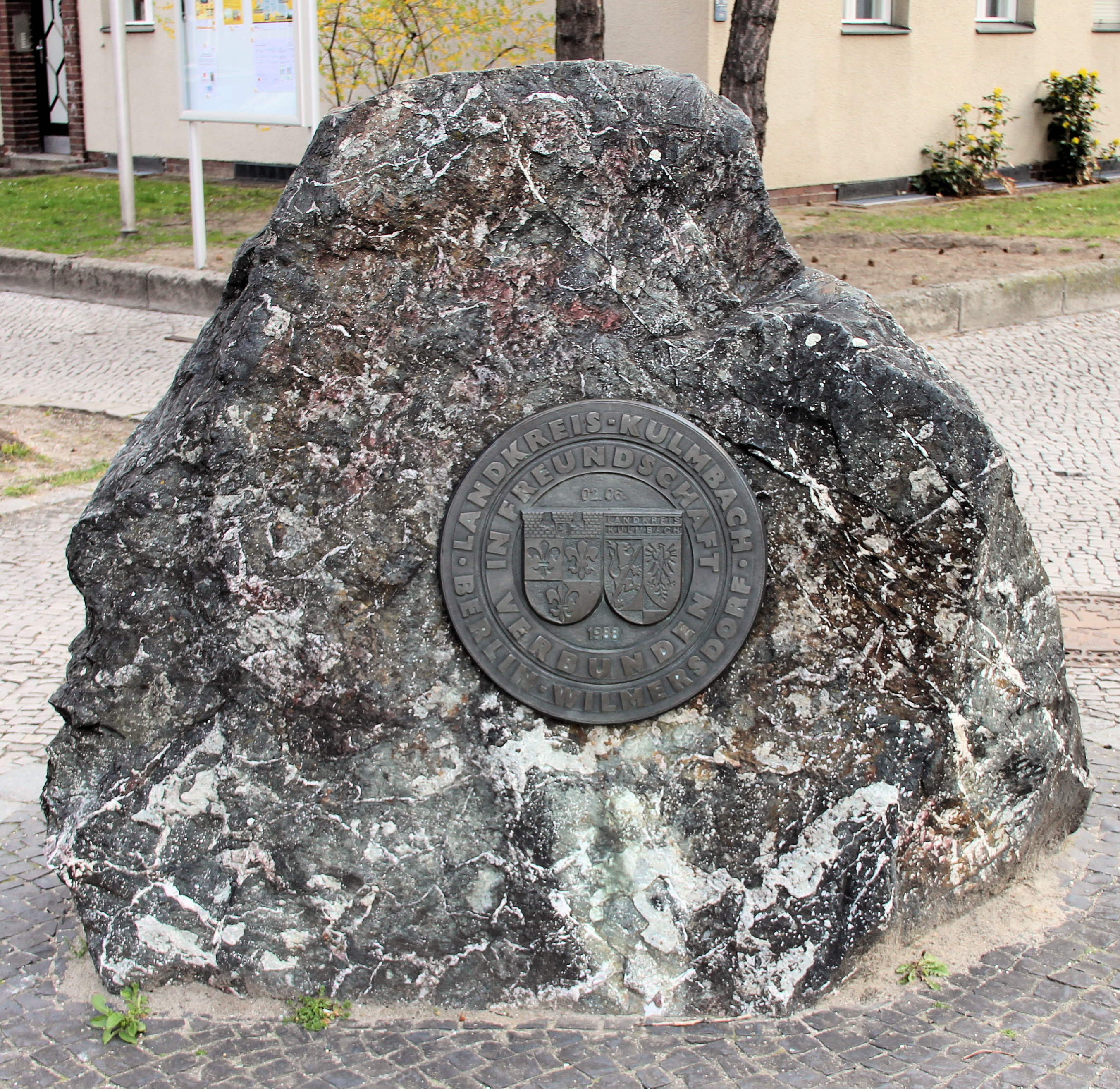
Мемориальная доска на Беркар-платц (диабаз)